# Chartres-de-Bretagne
Chartres-de-Bretagne é uma comuna francesa na região administrativa da Bretanha, no departamento Ille-et-Vilaine. Estende-se por uma área de 9,95 km². Em 2010 a comuna tinha 8 154 habitantes (densidade: 819,5 hab./km²).